# Condado de Santa Fiora
El condado de Santa Fiora, junto con el condado de Sovana, fue uno de los dos pequeños estados en los que quedaron divididos en 1274 las posesiones de la familia Aldobrandeschi, que ocupaba gran parte del territorio del sur de la Toscana.Siendo el principal el de Santa Fiora.

## Historia
En 1274 momento en el que se da la división de feudos Aldobrandeschi, el condado fue asignado a Bonifacio e incluía, además de la "capital" Santa Fiora, las siguientes posesiones como el Castell'Azzara, Selvena (localidad de Rocca Silvana), Arcidosso, Semproniano, Scansano, Magliano in Toscana, Istia d'Ombrone, Roccastrada, l'Isola del Giglio y Castiglione d'Orcia.
Durante el siglo XIV los sieneses lograron conquistar la Isla del Giglio, Roccastrada, Istia d'Ombrone, Magliano in Toscana, Selvena, Arcidosso y Castiglione d'Orcia; en 1410, también conquistarían el centro de Semproniano que, desde entonces, pasó a formar parte de la república de Siena.
Desde entonces, el condado de Santa Fiora limitó sus ambiciones territoriales al área de la toscana, es decir, la capital, a Castell'Azzara y Scansano. Sufriendo en este último ámbito territorial la escisión de sus parientes en el condado de Montorgiali reconocido por la causa Sienesa. Mientras que en el actual territorio de Lazio poseía los pueblos de Onano y Proceno. El territorio fue a menos gradualmente debido a la política agresiva de Siena, esta disputa fue mucho más intensa que el vasto condado de Sovana.
En 1439 el condado paso a la familia Sforza, tras el matrimonio entre Bosio I Sforza y Cecilia Aldobrandeschi, esta era una de las tres hijas de Guido que, sin descendencia masculina, fue el último conde . A partir de ese año, el pequeño "estado" se convertiría en el condado Sforza durante casi dos siglos.
En 1471 Santa Fiora reconoció la soberanía de la república de Siena con un tratado, manteniéndose independiente.
En 1624 casi todo el condado fue anexado al Gran Ducado de Toscana, mientras que las ciudades de Onano y Proceno pasaron al Estado de la Iglesia. En 1633 el conde Mario II vendió la soberanía del feudo a Ferdinando II de' Medici, pasando a ser señor feudal del Gran Duque, en 1789 el condado pasaría al dominio directo de los Habsburgo-Lorena. 
La residencia principal de los condes fue el palacio de Santa Fiora y  El panteón familiar se encuentra en la iglesia parroquial de Santa Flora e Lucilla .
El matrimonio de Federico II Sforza con Livia Cesarini supuso finalmente que su hijo Gaetano uniera los  dos apellidos y sus descendientes administrasen el antiguo condado hasta su abolición por decreto napoleónico de 1806.

## Condes de Santa Fiora (1216-1806)

El escudo de armas de los Sforza-Cesarini

## Condes de Santa Fiora (1216-1806)[7]
| N° | Título  | Nombre                    | Desde | Hasta | Consorte y Notas                                   |
| 1  | Conde   | Bonifacio Aldobrandeschi  | 1216  | 1229  |                                                    |
| 2  | Conde   | Ildebrandino (X)          | 1229  | 1283  |                                                    |
| 3  | Conde   | Ildebrandino (XII)        | 1283  | 1331  |                                                    |
| 4  | Conde   | Stefano                   | 1331  | 1346  |                                                    |
| 5  | Conde   | Senese                    | 1346  | 1386  |                                                    |
| 6  | Conde   | Guido I                   | 1386  | 1438  | Elisabetta Salimbeni                               |
| 7  | Condesa | Cecilia Aldobrandeschi    | 1438  | 1451  | Bosio I Sforza, fratellastro di Francesco I Sforza |
| 8  | Conde   | Bosio I Sforza            | 1439  | 1486  | Vedovo della contessa Cecilia Aldobrandeschi       |
| 9  | Conde   | Guido II                  | 1476  | 1508  | Francesca Farnese                                  |
| 10 | Conde   | Federico I                | 1508  | 1517  | Bartolomea Orsini di Pitigliano                    |
| 11 | Conde   | Bosio II                  | 1517  | 1535  | Costanza Farnese                                   |
| 12 | Conde   | Sforza I                  | 1535  | 1575  | Luisa Pallavicino, Caterina Nobili                 |
| 13 | Conde   | Mario I                   | 1575  | 1591  | Fulvia Conti                                       |
| 14 | Conde   | Alessandro I              | 1591  | 1631  | Eleonora Orsini di Bracciano                       |
| 15 | Conde   | Mario II                  | 1631  | 1658  | Renata di Lorena                                   |
| 16 | Conde   | Ludovico I                | 1658  | 1685  | Artemisia Colonna, Adelaide di Thianges            |
| 17 | Conde   | Francesco I               | 1685  | 1707  | Dorotea Tocco                                      |
| 18 | Conde   | Federico II               | 1707  | 1712  | Livia Cesarini                                     |
| 19 | Conde   | Gaetano I Sforza-Cesarini | 1712  | 1727  | Vittoria Conti                                     |
| 20 | Conde   | Sforza Giuseppe I         | 1727  | 1744  | Maria Francesca Giustiniani                        |
| 21 | Conde   | Filippo I                 | 1744  | 1764  | Anna Maria Colonna Barberini                       |
| 22 | Conde   | Gaetano II                | 1764  | 1776  | Teresa Caracciolo, Marianna Caetani                |
| 23 | Conde   | Francesco II              | 1776  | 1806  | Geltrude Conti; ultimo conte sovrano.              |

## Artículos relacionados
- Marca de Toscana
- Condado de Sovana
- Condado de Montorgiali
- Casa de Aldobrandeschi
- Casa de Sforza
- Casa de Cotoner
- Santa Fiora

- Datos: Q3688593